# Église Saint-Placide de Saint-Plaisir
Pour les articles homonymes, voir Saint Placide (homonymie).
L'église Saint-Placide est une église située en France sur la commune de Saint-Plaisir, dans le département de l'Allier en région Auvergne-Rhône-Alpes. Le saint qui a donné son nom à l'église était « un acolyte qui vécut dans le Berry au Ve ou au VIe siècle et qui mourut à Saint-Plaisir ». Sa fête est célébrée le 1er septembre. Le second patron dédié est saint Eustache, la tradition le faisant naître et vivre dans l'archiprêtré de Bourbon, à Saint-Plaisir même.
L'édifice fait l’objet d'une inscription au titre des monuments historiques depuis le 28 décembre 1926.

## Localisation
L'église se trouve sur une place située dans la partie est du bourg. L'église est orientée ouest-est, avec le chœur à l'est.

## Description
L'église de Saint-Plaisir, datant du XIIe siècle, est composée de trois nefs divisées en quatre travées et terminées par un chevet carré ainsi que par deux chapelles voûtées d'ogives construites au XIVe siècle. 
Le portail d'entrée se compose de trois archivoltes plein cintre, ornées de gorges et de tores. Il rappelle d'ailleurs celui de l'église d'Agonges. Les trois colonnes en question sont constituées de chapiteaux à feuillages stylisés propres à l'époque de construction. « Le portail occidental est encadré de forts piédroits, de trois archivoltes en plein-cintre aux angles chanfreinés, moulurés de gorges et de tores qui reçoivent de chaque côté trois colonnes romanes. » D'anciennes traces de peinture rouge étaient encore visibles au milieu du XXe siècle, laissant songer que l'église était partiellement peinte dans sa première époque.
La nef centrale et le sanctuaire sont en berceau brisé et les bas-côtés en voûte d'arêtes d'une forme très bombée, l'apparentant alors quelque peu à une coupole. Les voûtes actuelles paraissent postérieures de quelques dizaines d'années à la construction de l'église, les voûtes primitives s'étant peut-être écroulées. Il est possible que l'église primitive se terminait par une abside ronde. L'arc brisé visible sur le parement postérieur du chevet était alors un arc doubleau qui séparait l'abside du reste de l'édifice. Après la démolition de l'abside, cet arc fut bouché par un mur rectiligne où trois fenêtres romanes furent percées. Il est possible également que le chevet rectangulaire soit d'origine. À l'angle nord-est de la dernière travée du bas-côté nord, un cul-de-lampe, le seul de tout l'édifice, reçoit l'une des arêtes de la voûte. Il représente un homme qui supporte de ses deux mains la tablette par laquelle l'arête de la voûte se termine.
Plus tard, l'édifice fut voûté en tiers-point (ou plutôt à berceau brisé). Les arcs doubleaux des bas-côtés et de la nef principale et les arcs qui séparent les nefs sont reçus sur de simples dosserets rectangulaires. D'épais pilastres composés de dosserets irrégulièrement implantés séparent les trois nefs. Les arcs retombent sur des impostes chanfreinées. Un cordon composé d'un filet avec chanfrein et d'une demi-gorge règne le long de la grande nef et du chœur.
Le sanctuaire est donc fini par un chevet plat à trois baies, une particularité dans le Bourbonnais, mais rappelant également les églises du Berry. Les baies en plein cintre entre chœur et chapelles datent de la construction des chapelles. Des arcs aveugles en tiers point ornaient déjà les murs latéraux du sanctuaire. Une petite niche encadrée par un boudin qui se termine à son sommet en accolade a été évidée au XVe siècle dans l'épaisseur du mur sud du chœur. Dans ce mur sud a été percée un siècle et demi plus tard, « sous Henri IV ou Louis XIII, une porte supplémentaire [...] pour donner accès à la chapelle contiguë. Cette porte est aujourd'hui murée ; mais son arc circulaire se reconnaît encore aux claveaux à bossage en pointe de diamant qui font saillie sur la maçonnerie de remplissage ». Une décoration peinte au XIXe siècle est composée de rinceaux de feuillages. Il existait à priori diverses fresques et peintures anciennes aujourd'hui disparues.
La chapelle nord fut quant à elle, selon les sources, la chapelle des anciens seigneurs de Saint-Plaisir. On y trouve la trace d'un ancien blason dont on fait la description détaillée dans la rubrique suivant celle-ci. Cependant, certains semblaient évoquer cette chapelle seigneuriale par le titre de « chapelle des seigneurs de Pon-Lung ». Néanmoins, les seigneurs de ce château étaient établis sur la paroisse voisine d'Ygrande et ne devaient donc pas, en toute logique, avoir à Saint-Plaisir une chapelle qui leur serait dédiée. Cette propriété doit donc bien être celle des seigneurs de Saint-Plaisir. Ce titre était d'ailleurs inscrit dans un acte du 24 août 1489 par lequel le procureur du domaine du Bourbonnais, prenant cause pour le prévôt de La Vare, autrement dit de Saint-Plaisir, transige avec Jean Dubois, « escuyer, sieur de Saint-Plaisir ».  
Le clocher carré, au-dessus de la dernière travée de la nef centrale, est moderne. Il a été restauré, en tout ou partie, dans les années 1930.
Les deux contreforts extrêmes du mur nord ont été très fortement épaissis au XVe siècle, probablement dans le but d'épauler le clocher. Les contreforts sud ont aussi été remaniés dans de moindres proportions, lors de la restauration dirigée par M. Tourteau, architecte départemental, en 1890. Au cours de la même campagne de travaux, M. Tourteau restaura le rampant de la façade et les fenêtres méridionales et remplaça sur le mur septentrional, une partie de l'entablement et quelques modillons. Dix modillons anciens ont été conservés. Ils sont du type que l'on rencontre dans la plupart des églises de cette région : bouts de solives et têtes grimaçantes.  
L'église Saint-Placide est construite en grès du pays, provenant de la carrière du Moulin de la Tour à 2 km. Un grès dont la pâte très fine se prêtait à merveille à l'émoulage dont on peut encore  observer aujourd'hui les stigmates. 
L'église possède encore deux bancs en bois à balustres tournés du XVIIe siècle et deux cloches. La plus ancienne date de 1626 alors que la seconde est en acier et date de 1866. Le bénitier en pierre porte une inscription que le temps a rendue indéchiffrable.

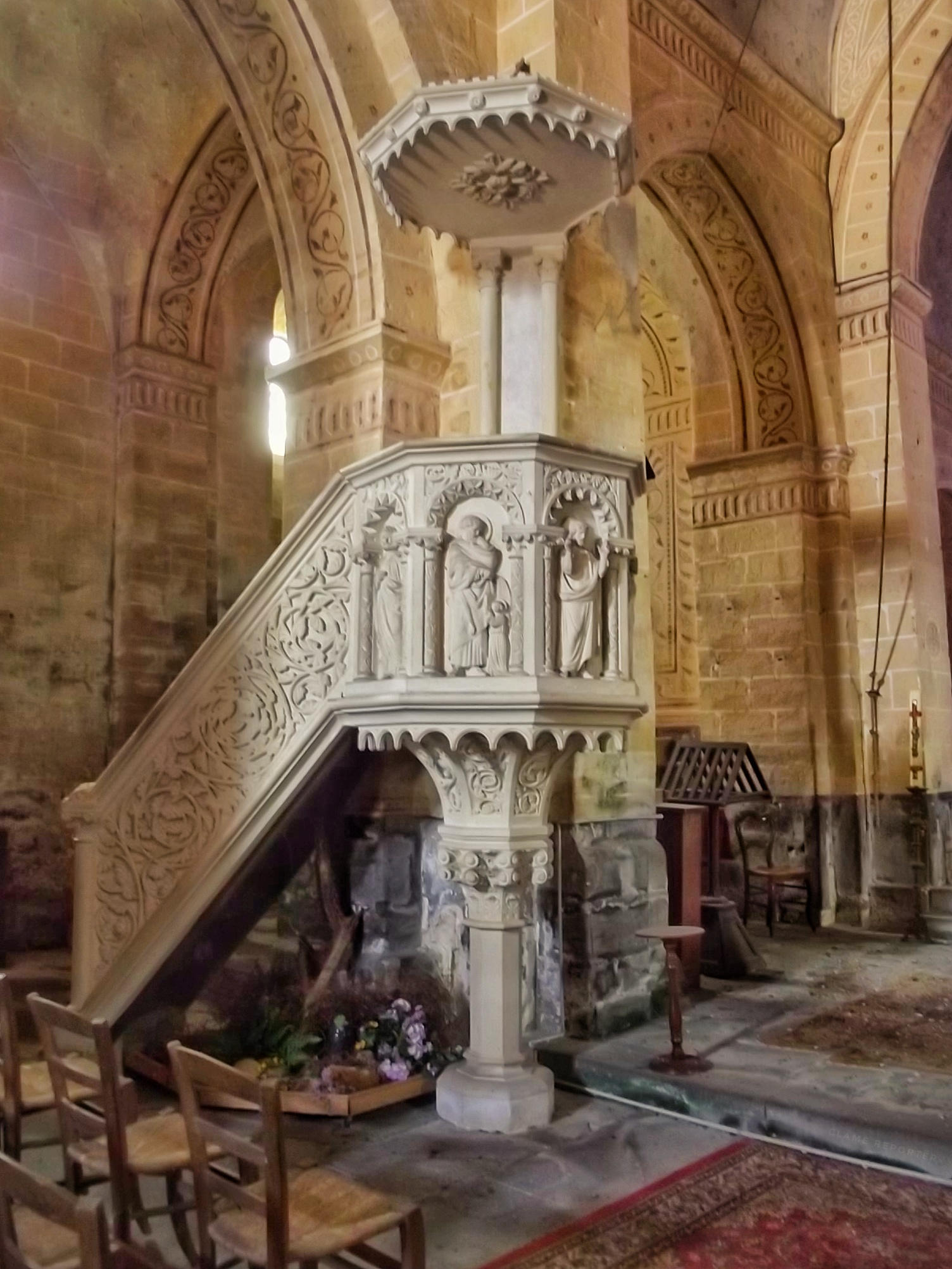
La chaire.
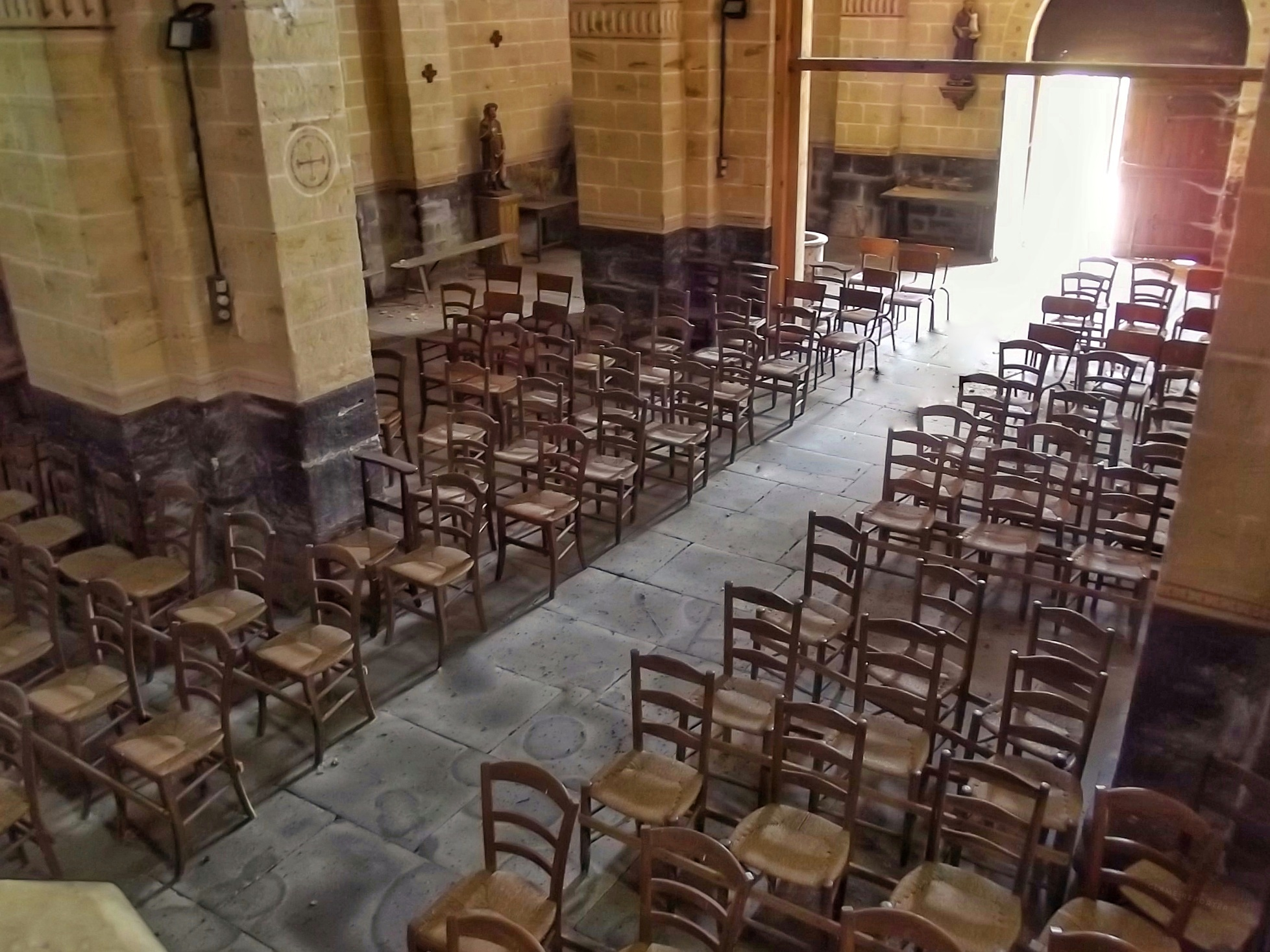
La nef.
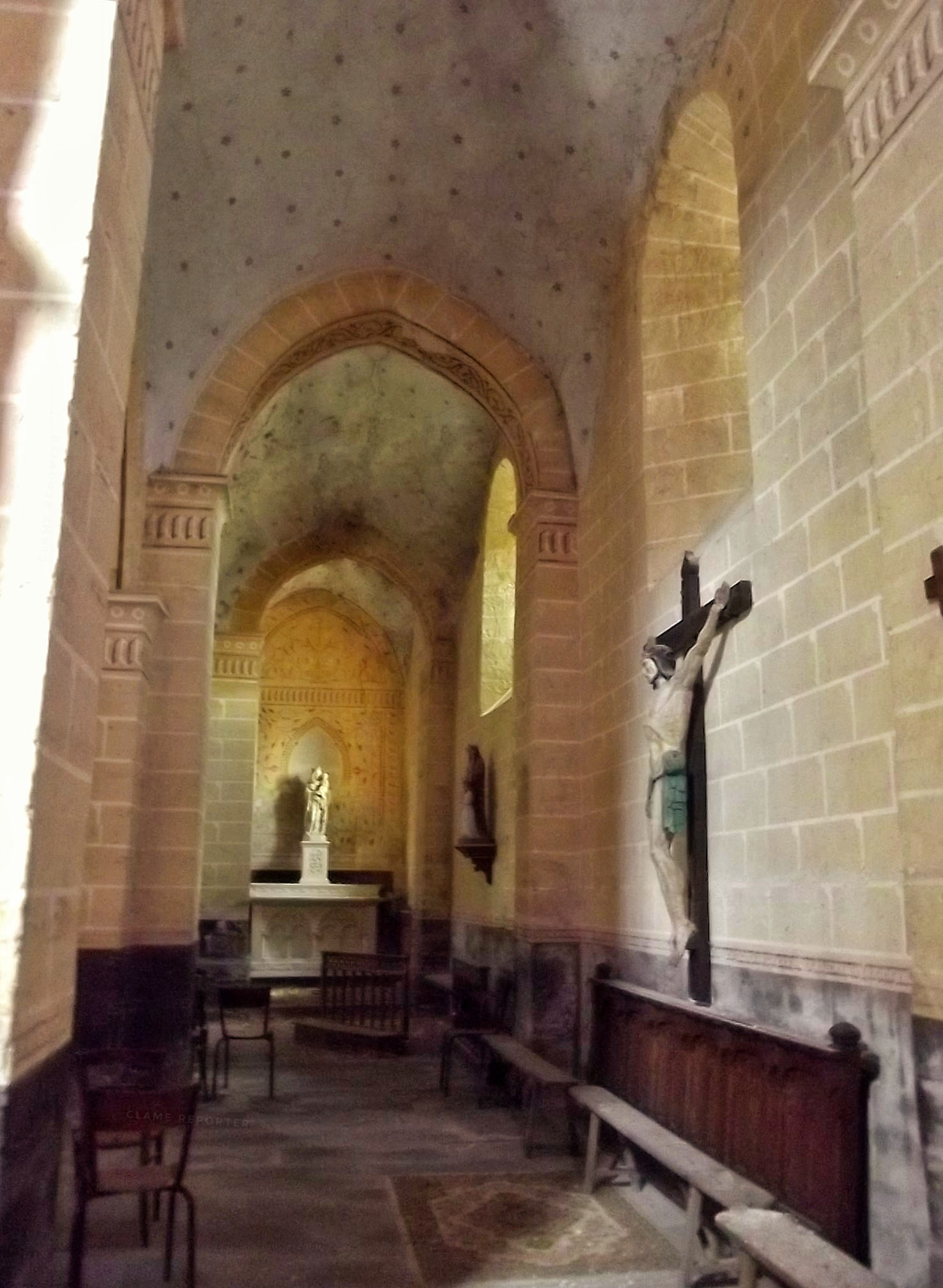
Bas-côté droit.
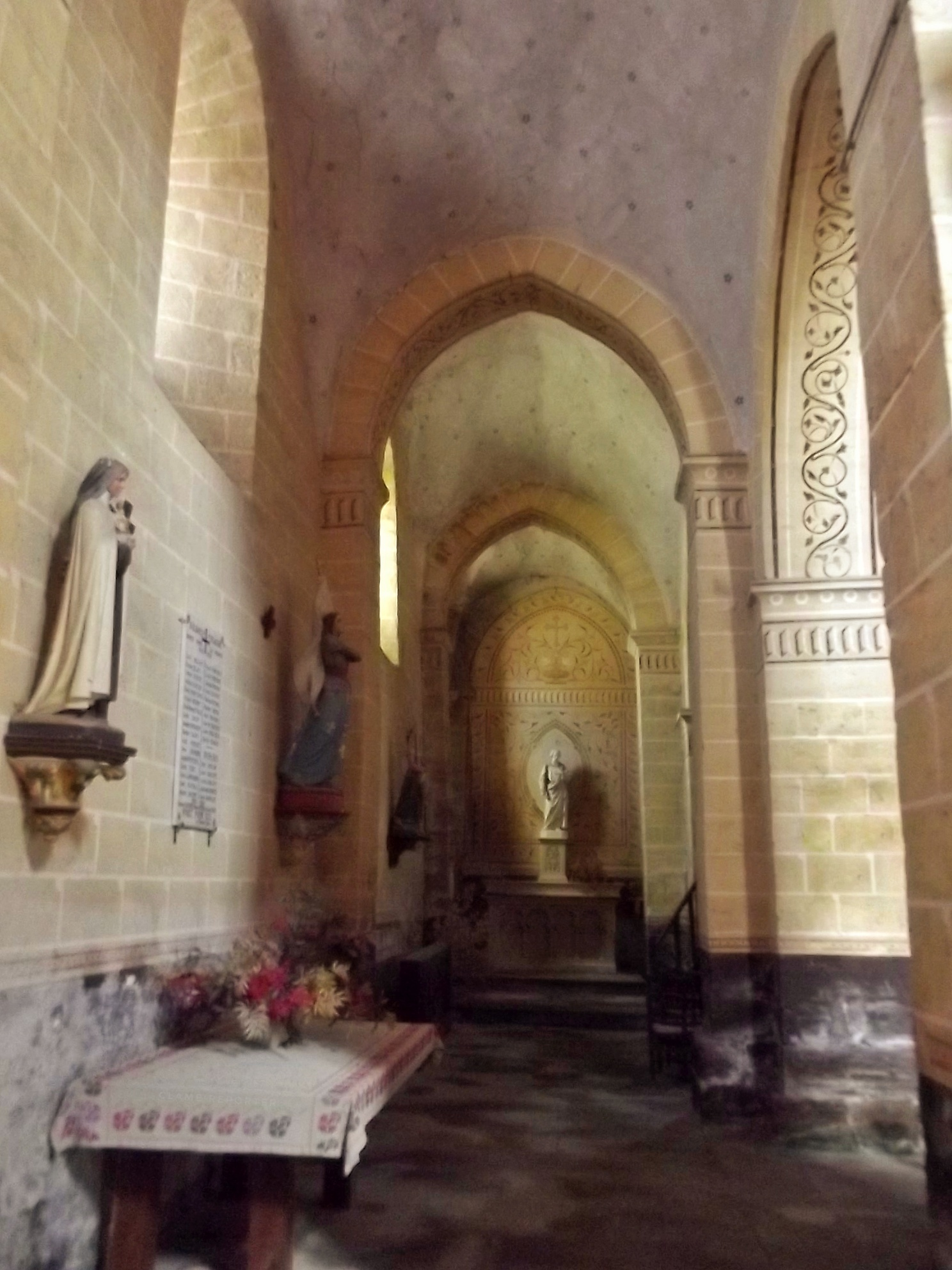
Bas-côté gauche.
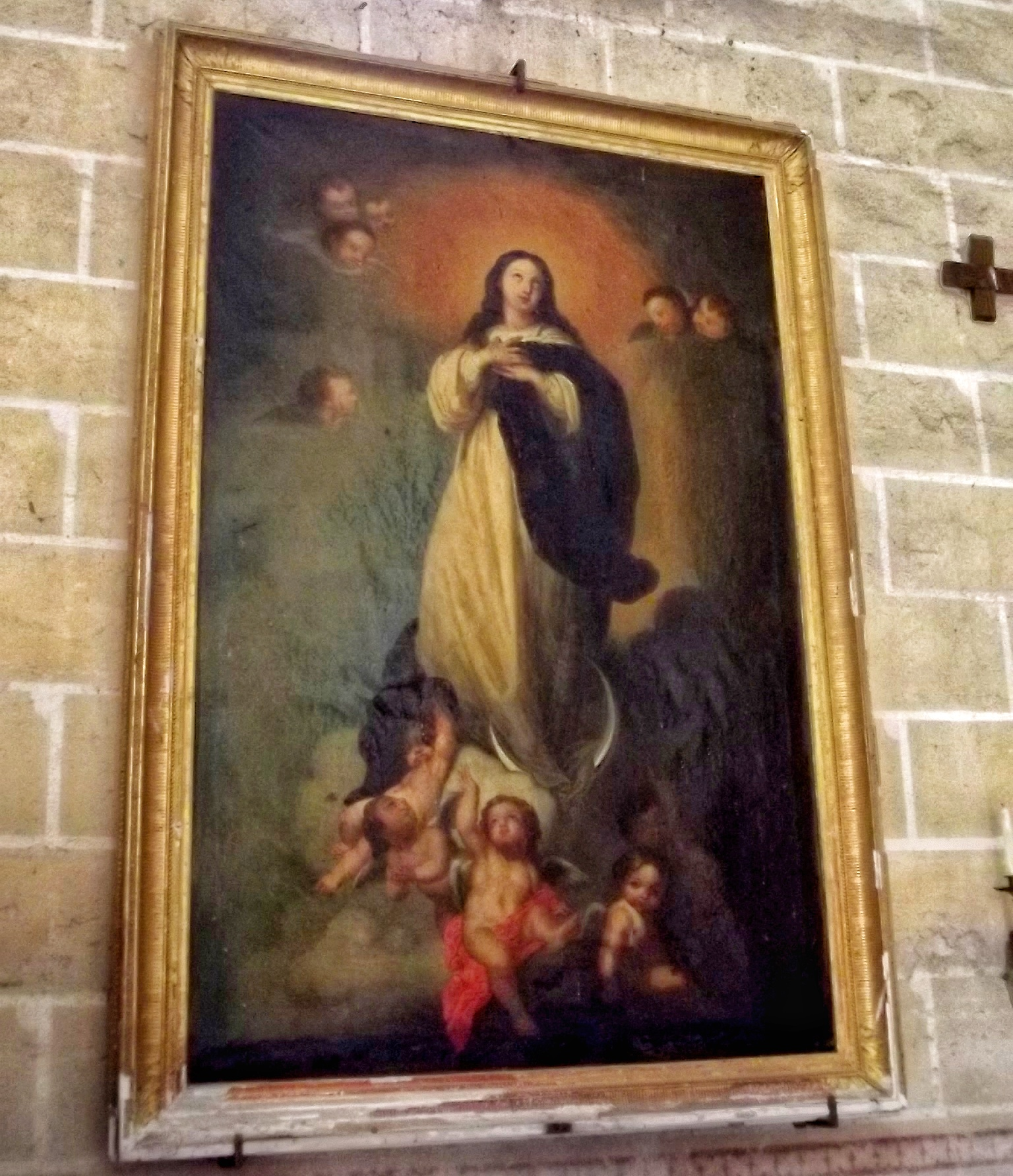
Huile sur toile de L'Assomption de la Vierge.

## Historique
L'église Saint-Placide est édifiée au XIIe siècle.
L'église prendrait place sur une nécropole mérovingienne et un cimetière carolingien, même si des céramiques résiduelles datant du Ier/IIe siècles ont été également retrouvées, faisant penser à une occupation antique du lieu. Des vestiges trouvés sous la nef et sous le chevet actuel laissent penser qu'un édifice pré-roman pré-existait. L'église telle qu'on la connaît est en tous les cas mentionnée pour la première fois dans la bulle d'Eugène III parmi les possessions du prieur de Souvigny (ecclesia sancti Placidi) en 1152.
En 1327, un subside est fourni au pape Jean XXII par le curé de Saint-Plaisir, Capellanus Sancti Placidi. Par ailleurs, il est suspecté que l'édifice fut peint sur le mur nord au XIIIe siècle. Aussi, sur ce même mur figurerait un blason datant du XVe siècle et représentant un casque surmonté de ses lambrequins. Il pourrait donc s'agir de l'emblème de Jean Dubois, écuyer et sieur de Saint-Plaisir aux environs de 1480. En 1503-1504, il est à noter un abattage et un possible début de mise en œuvre des bois de charpente de la nef et de ses bas-côtés : les poinçons, poteaux, arbalétriers et les contreventements constitués de croix de Saint-André. En 1626, il est rapporté le baptême de la plus ancienne cloche placée sous le vocable de Saint-Eustache. Une inscription l'atteste en lettres gothiques : « + Ihs. ma. An mil VCXXVI Sancte Eustachii, Ora Pro Nobis (Anthe Peron/et pbre parreint, tienette fame p de Telly conte= roleur. I. Peronet, curé). Quelques années plus tard, en 1633, une nouvelle cloche est baptisée le 12 juin et est nommée Antoinette par la marraine Antoinette de L'Hospital ; le parrain est Jean de Crouzé (de Crozet), sieur de Villeneuve. Une  autre cloche composée d'acier, ayant potentiellement remplacé celle de 1633 (?), porte comme inscription moulée : « JACOB HOLZER ET cie » et est gravée de la mention suivante : « COMMUNE DE SAINT-PLAISIR, 1866. MAIRE, M. RUTHER; CURÉ, M. GEORGES. PARRAIN. M. G. J. L. BIGNON; MARRAINE M. M. E. AUGUSTINE BIGNON ». En 1641, il est fait référence de l'exécution du tabernacle. En 1731, il est posé un tabernacle provenant de Lyon. En 1732, les registres mentionnent l'existence d'une chapelle Saint-Louis et d'une autre Saint-Anne, avec un autel Saint-Joseph. Au moment de la Révolution, l'église fut possiblement en partie détériorée et les pierres récupérées par-ci par-là. En 1798, elle est décrite comme désertée de toute activité et un rapport décrit le cimetière muré entourant l'édifice (détruit en 1836 par décision du conseil municipal). Une décoration peinte du XIXe siècle est composée de feuillages et demeure encore visible aujourd'hui, mais il est possible qu'elle recouvre des peintures beaucoup plus anciennes. De plus, le chanoine J. H. Clément relève en 1890 le témoignage de M. Bariau : « il y a quelques décennies, les murs de l'église, intérieurement à partir d'une hauteur de 50 centimètres environ du sol, étaient ornés de fresques représentant une rangée de saints, grandeur nature, entourant l'église, comme on peut en voir en Italie, notamment au-dessus de la colonnade de San Apollinare Nuovo à Ravenne. » On a découvert également dans le monument une huile sur toile représentant l'Assomption de la Vierge, ainsi que plusieurs sarcophages dont certains couvercles se révèlent être les bancs utilisés sur le parvis. Ces derniers ont été découverts sous le pavé de l'église en 1854. 
Par ailleurs, on remarque sur les flancs de l'église des gargouilles grimaçantes, qui pourraient aussi être la signature de ceux qui ont construit l'édifice. En 1864, le curé de Saint-Plaisir déplore le dénuement et le dépouillement de l'église de Saint-Plaisir, où plus rien ne permet l'exercice d'un culte divin. Le bâtiment a connu de nombreux travaux et tentatives de rénovation (1703-04, 1748 à la suite d'une inondation, 1842-43, 1853-57,1868, 1881, 1884, 1892-95, 1928, 1954 (où elle est décrite en état alarmant de dégradation), 1958, 1990-91, etc.). En 1889, une horloge est installée sur le clocher de l'église. En 1976, le clocher de l'édifice est sérieusement endommagé par la foudre. Par ailleurs, on retrouve les traces d'une chapelle coexistante avec l'église jusqu'en 1678 sous le vocable Saint-Roch l'atteste une inscription en lettres gothiques, suivie de l'invocation: « SANCTE EUSTACHII, ORA PRO NOBIS ». Au cours des fouilles archéologiques menées en 2022, une bague de fidélité en or datant des XVIIe/XVIIIe siècles, composée de deux mains tenant un cœur et surmontée d'une couronne est retrouvée au milieu des ossements. Une deuxième, en cuivre cette fois-ci, est retrouvée sous les pavés au cœur de l'église. Des éléments résiduels de céramique antique sont retrouvés (notamment une lèvre à poulie très évasée de pot de cuisson comportant des traces de feu). D'autres plus tardifs sont mis au jour, comme une bouteille funéraire miniature pour eau bénite datant d'entre la fin du XIIe siècle et le XIVe siècle. Découverte inattendue et très rare en Bourbonnais lors d'un sondage de sépulture : la mise au jour d'un sarcophage carolingien d'un enfant. On retrouva avec cette dernière sépulture les restes d'une potentielle coiffe/collier (ou tout du moins objet de parure) composée de près de 80 perles en terre cuite, en verre et en ambre colorées sous les restes d'un crâne. Il est distingué cinq groupes de perles : en forme sphérique plus ou moins aplatie, en forme de grain tonnelliforme, en forme étirée, en forme de tubulaires trilobées et en verre côtelé translucide jaune. Les éléments retrouvés semblent correspondre aux parures de la fin du Ve siècle, voire du début VIe siècle. Mais il n'existe que très peu d'éléments de comparaison. Le sarcophage aurait été taillé spécifiquement pour accueillir la dépouille d'un enfant d'un rang privilégié.
L'édifice est inscrit au titre des monuments historiques en 1926, et il est depuis le 14 août 2008 fermé au public pour des raisons de sécurité (rénovation). Une importante campagne de rénovation a été lancée en 2021 pour une restauration totale effective d'ici 2035.